# Majerova skala

Poloha PP v rámci pohoří Velká Fatra

Majerova skala je přírodní památka v oblasti Velká Fatra na Slovensku.
Nachází se v katastrálním území obce Staré Hory v okrese Banská Bystrica v Banskobystrickém kraji. Území bylo vyhlášeno či novelizováno v letech 1992, 1994 na rozloze 8,8415 ha. Ochranné pásmo nebylo stanoveno.

## Předmět ochrany
Majerova skala je známou lokalitou s výskytem řady chráněných rostlinných druhů. Přírodní památka Majerova skala byla vyhlášena v roce 1992, tedy téměř desetiletí před vznikem Národního parku Velká Fatra.
Z nejvýznačnějších rostlinných druhů se na loukách, skalních římsách a stěnách objevují sasanka narcisokvětá (Anemone narcissiflora), lilie cibulkonosná (Lilium bulbiferum), hořec Clusiúv (Gentiana clusii), zvonek kopinatý (Campanula serrata), vstavač mužský (Orchis mascula). Vhodné životní podmínky tady nalezla řadu druhů bezobratlých. Například motýlů a brouků. Například střevlík Scheidlerův (Carabus scheidleri), střevlík svraštělý (Carabus intricatus) aj.
Majerova skala je v četných zdrojích uváděna jako oblíbené zimoviště medvěda. Na jejich úbočích se opravdu nachází řada přirozených skalních dutin, které medvědi pravděpodobně mohou využívat k zimnímu spánku. Zvýšená pravděpodobnost setkání s medvědem je tady přesto jen v období, kdy se medvědi ukládají k zimnímu spánku a nebo brzy na jaře, kdy se ze zimního spánku budí.
Vedle medvěda hnědého (Ursus arctos) se tady ale objevuje i rys ostrovid (Lynx lynx), kočka divoká (Felis silvestris) či glaciální relikt datlík tříprstý (Picoides tridactylus), který má tady dostatek doupných stromů.